# قرار مجلس الأمن التابع للأمم المتحدة رقم 715
قرار مجلس الأمن التابع للأمم المتحدة رقم 715، الذي اعتمد بالإجماع في 11 أكتوبر 1991، بعد الإشارة إلى القرارين 687 (1991) و707 (1991)، وافق المجلس، متصرفًا بموجب الفصل السابع من ميثاق الأمم المتحدة، على الخطط المقدمة من الوكالة الدولية للطاقة الذرية والأمين العام خافيير بيريز دي كويلار بشأن الرصد الطويل الأجل لبرنامج الأسلحة العراقي، مطالبًا إياها بتقديم «الرصد والتحقيق المستمرين» للمرافق المزودجة الاستخدام في البلاد.
وقرر المجلس أيضًا أن تواصل لجنة الأمم المتحدة الخاصة، بوصفها تابعة لمجلس الأمن، الحصول على الحق في تعيين مواقع للتفتيش، والتعاون مع الوكالة الدولية للطاقة الذرية وأداء مهام أخرى بغية السماح بالتنفيذ الكامل للقرار الحالي. كما طالب العراق بالامتثال للقرار والوفاء بالتزاماته دون شروط، والتعاون مع الوكالة الدولية للطاقة الذرية واللجنة الخاصة طوال عملية التفتيش.
كما دعا القرار إلى «الحد الأقصى من المساعدة» ماليًا وغير ذلك، من الدول الأعضاء من أجل دعم اللجنة الخاصة والمدير العام للوكالة في الاضطلاع بأنشطهما. وطلب إلى لجنة مجلس الأمن المنشأة بموجب القرار 661 (1990)، بالاقتران مع اللجنة الخاصة والوكالة الدولية للطاقة الذرية، أن تضع آلية لرصد المبيعات المقبلة للأسلحة (الأسلحة، الأسلحة البيولوجية، الكيميائية، النووية أو المعدات العسكرية). وطلب المجلس أيضًا إلى الأمين العام والمدير العام للوكالة الدولية للطاقة الذرية أن يقدما تقريرًا عن تنفيذ الخطط الجديدة كل ستة أشهر على الأقل بعد اعتماد القرار الحالي.
العراق، والذي قد سبق ورفض مثل هذه القرارات أو وافق من حيث المبدأ فقط، قبل تمامًا أحكام القرار 715 في 26 نوفمبر 1993.

## وصلات خارجية
- نص القرار على UN.org (PDF)